# Oumar Diaby
Oumar Diaby (Bayonne, 7 febbraio 1990) è un ex calciatore francese, di ruolo attaccante.

## Carriera

### Club
Ha giocato nella massima serie dei campionati slovacco, bulgaro e scozzese.

## Palmarès

### Club

#### Competizioni nazionali
- Coppa di Slovacchia: 1

VSS Košice: 2013-2014